# Iba (Zambales)
Iba è una municipalità di terza classe delle Filippine, capoluogo della Provincia di Zambales, nella regione di Luzon Centrale.
Iba ha dato i natali a Ramon Magsaysay, terzo Presidente delle Filippine.
Iba è formata da 14 baranggay:
- Amungan
- Bangantalinga
- Dirita-Baloguen
- Lipay-Dingin-Panibuatan
- Palanginan (Palanguinan-Tambak)
- San Agustin
- Santa Barbara
- Santo Rosario
- Zone 1 Pob. (Libaba)
- Zone 2 Pob. (Aypa)
- Zone 3 Pob. (Botlay)
- Zone 4 Pob. (Sagapan)
- Zone 5 Pob. (Bano)
- Zone 6 Pob. (Baytan)